# 4631 Yabu
4631 Yabu је астероид главног астероидног појаса чија средња удаљеност од Сунца износи 2,233 астрономских јединица (АЈ).
Апсолутна магнитуда астероида је 13,1.